# جنیس جاد
جنیس جاد (انگلیسی: Janyse Jaud؛ زادهٔ ۲۶ نوامبر ۱۹۶۹) یک هنرپیشه، صداپیشه، ترانه‌سرا، خواننده، پدیدآور و هنرمند رقص اهل کانادا است. وی از سال ۱۹۹۳ میلادی تاکنون مشغول فعالیت بوده‌است.
از فیلم‌ها یا برنامه‌های تلویزیونی که وی در آن نقش داشته‌است می‌توان به یادداشت مرگ اشاره کرد.